# Kröndlhorn
Das Kröndlhorn ist ein 2444 m ü. A. hoher Berg in den Kitzbüheler Alpen in Österreich. Er ist einer der höchsten Berge der Kammlinie der Kitzbüheler Alpen. Über seinen Gipfel verläuft die Grenze von Tirol zum Salzburger Land.

## Lage
Das Kröndlhorn erhebt sich nördlich des Salzachtals, südöstlich des Kelchsautals und südwestlich des Windautals. Vom Gipfel des Kröndelhorns geht nach Norden in einem Bogen eine Nebenkammlinie der Hauptkammlinie der Kitzbüheler Alpen aus. Dieser Bergkamm umschließt das Kar, in dem sich ein Bergsee, der Reinkarsee, in einer Höhe von 2194 m gebildet hat. Dieses Kar ist das Hauptquellgebiet der Windauer Ache.
Dem Gipfel des Kröndlhorns ist im Norden der nur vier Meter niedrigere Gipfel des Kröndlbergs (2440 m, Lage) vorgelagert, der beim Aufstieg aus nördlicher Richtung zuerst als eigentlicher Gipfel erscheint.
Nordwestlich des Gipfels liegt die Neue Bamberger Hütte im Kelchsautal.

## Gipfel
Auf dem Gipfel des Kröndlhorns steht eine kleine Kapelle, die Platz für maximal zwei Personen bietet. In ihr befinden sich ein Stempel und das Gipfelbuch. Die Chronik in der Kapelle erinnert an den tragischen Tod eines 6-jährigen Mädchens im Jahre 1893, 1903 ließ sie der Bauer Bartholomäus Pöll errichten, von schwerer Krankheit genesen. Die Kapelle wurde 1955 neu errichtet.
An den Innenwänden der Kapelle werden seit Jahren Totenzettel aufgehängt.
Der Gipfel erlaubt bei klarem Wetter einen weiten Ausblick nach Süden in den Pinzgau, auf die Reichenspitzgruppe und große Teile der Hohen Tauern sowie auf die Krimmler Wasserfälle.

## Nutzung des Berges
Oberhalb der Waldgrenze werden die offenen Hänge als Weidegründe für Schafe, Ziegen, Kühe und Pferde genutzt. Vor allem Schafherden sind im Sommer in der Nähe des Reinkarsees anzutreffen. Eine Materialseilbahn führt vom Holzlagerplatz zur Rotwand-Grundalm (Lage).
Die Wanderwege sind alle mit Baum- und Bodenmarkierungen ausgewiesen.

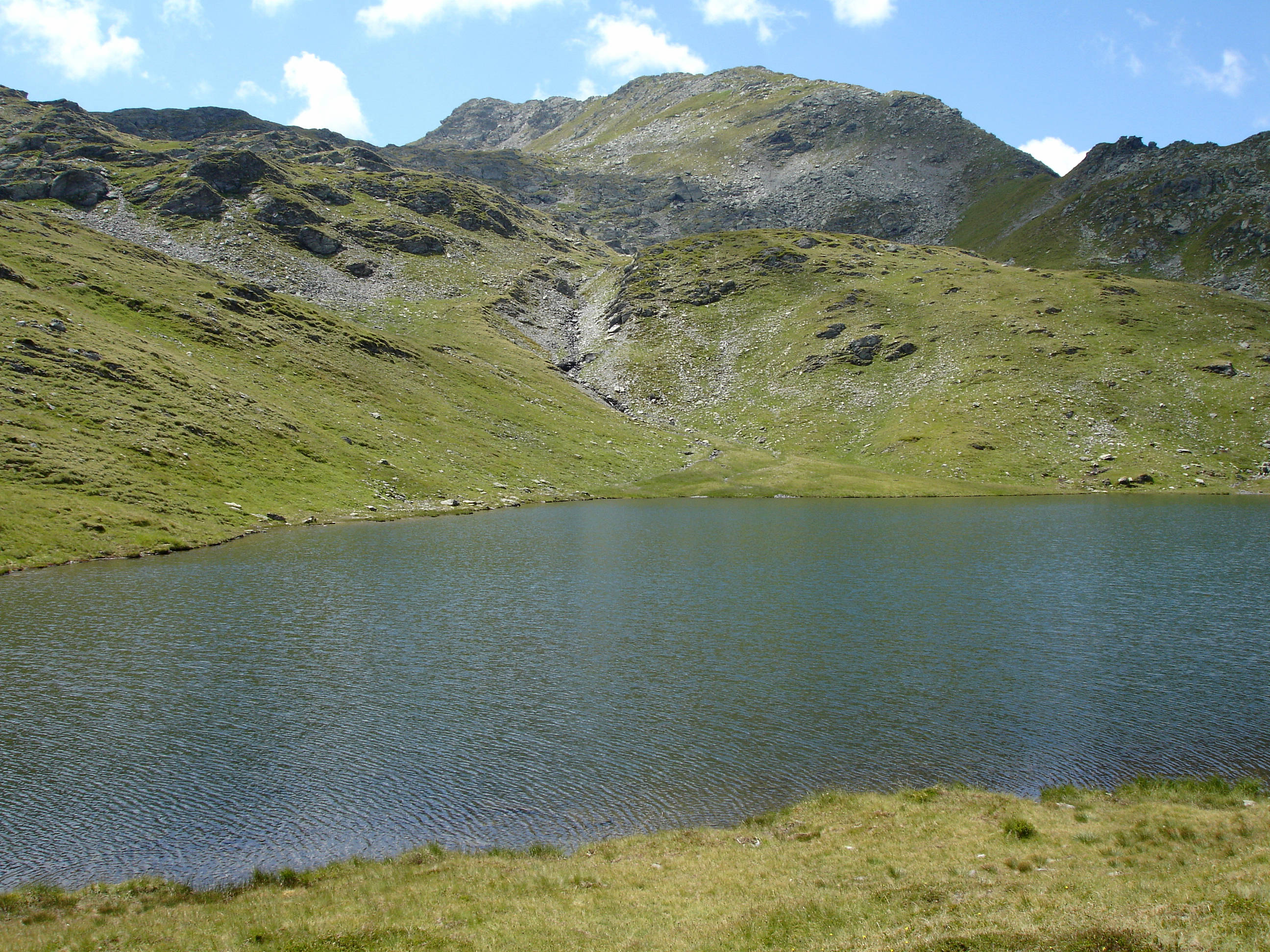
Blick über den Reinkarsee Richtung Kröndlhorn
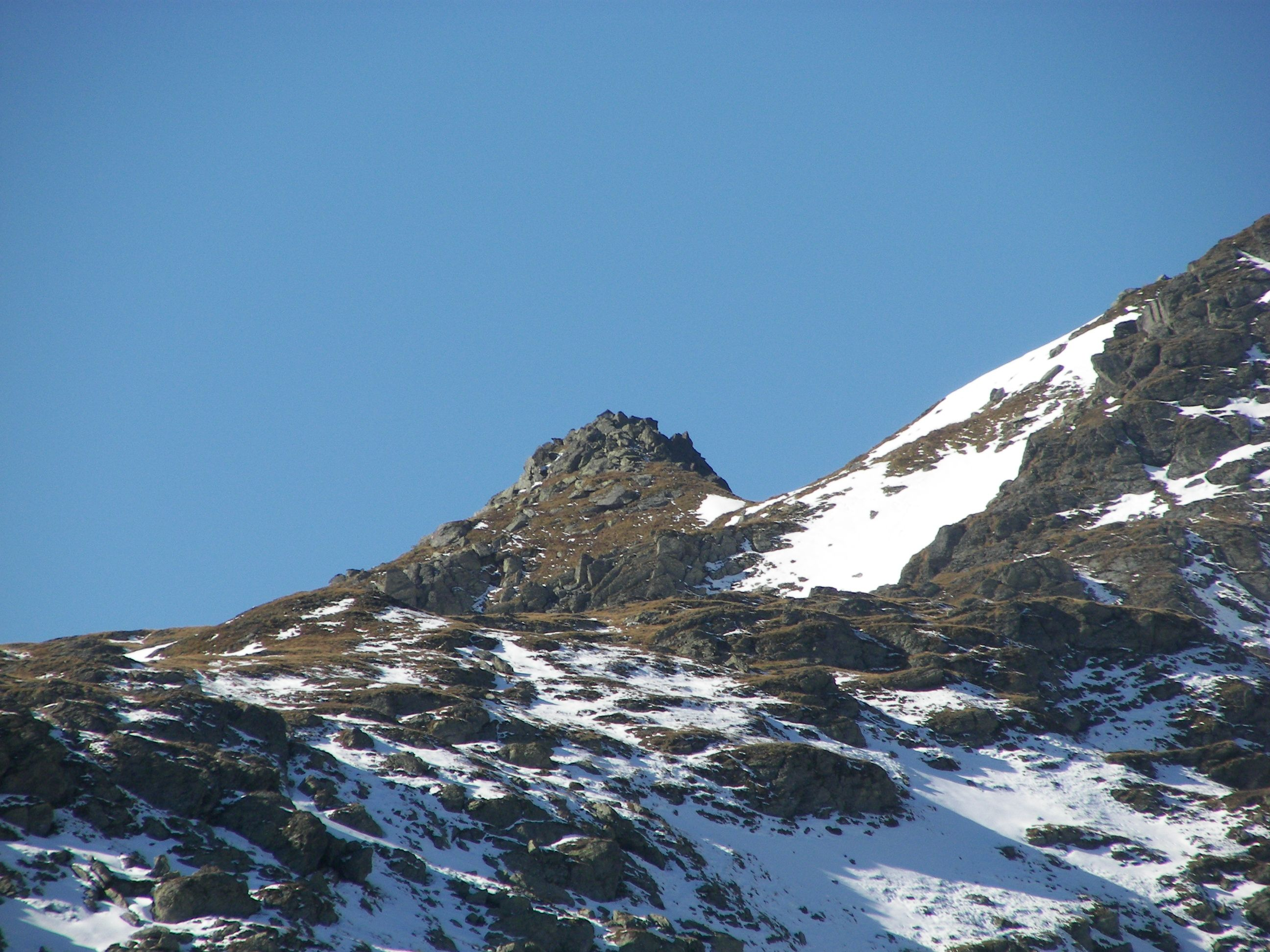
Gipfel des Kröndlhorns im Herbst vom Anstieg aus dem Windautal gesehen.
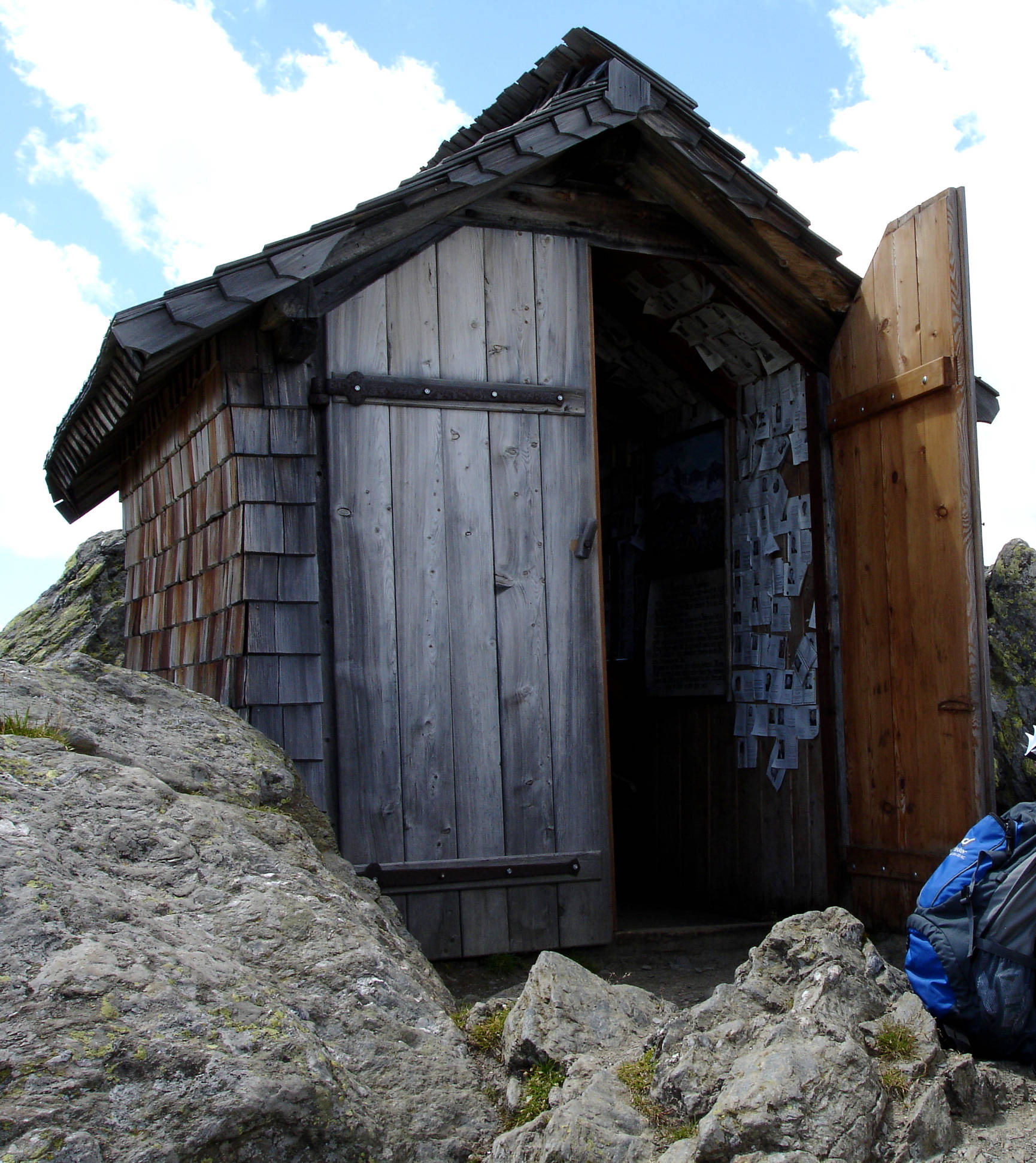
Die Kapelle auf dem Gipfel

## Routen
Aus dem Windautal, das man über Hopfgarten im Brixental und Westendorf im Norden erreichen kann: Der Fuß des Berges ist per Auto auf einer teilweise unbefestigten und mautpflichtigen Straße erreichbar. Es gibt Abstellplätze an der Gamskogelhütte, etwas oberhalb im Tal und weiter im Tal am Holzlagerplatz (1297 m) unterhalb der Rotwand-Grundalm.
Der Aufstieg kann über zwei Hauptrouten erfolgen. Der technisch leichtere, doch längere Weg führt von der Baumgartenalm über die Oberkaralm entlang der Südostwand der Schneegrubenspitze (2237 m) bis zum Reinkarsee. Der kürzere Weg geht vom Parkplatz am Holzlagerplatz durch ein kurzes Waldstück steil hinauf zur Rotwand-Grundalm (1597 m). Von da geht es weiter zur Rotwand-Hinttalalm (1830 m) und in einer langen Hangquerung bis zum Reinkarsee. Hier treffen sich beide Wege und führen in südwestlicher Richtung hinauf zum Kröndlberg. Ab hier beginnt ein teilweise steiler und gute Trittsicherheit erfordernder Aufstieg zum etwa 300 Meter südlich gelegenen Gipfel.
Eine weitere Route führt von Osten über die Trattenbachalm entlang des Trattenbachs zum Gipfel.
Von der Neuen Bamberger Hütte im Kelchsautal wird der Gipfel von Norden über das Nadernachjoch und die Südwestflanke in 2½ Stunden gewonnen.
Aus südlicher Richtung (Hinterwaldberg, Ronachwirt) erfolgt der Aufstieg über das Nadernachbachtal zum Nadernachjoch und wieder über die Südwestflanke.